# ألبرت كول هوبكينز
ألبرت كول هوبكينز (بالإنجليزية: Albert Cole Hopkins) هو سياسي أمريكي، ولد في 15 سبتمبر 1837 في الولايات المتحدة، وتوفي في 9 يونيو 1911 في نفس البلد. حزبياً، نشط في الحزب الجمهوري. وقد انتخب عضو مجلس النواب الأمريكي.